# 남평 문씨 본리세거지
남평 문씨 본리세거지(南平 文氏 本里世居地)는 대한민국 대구광역시 달성군 화원읍에 있는, 남평 문씨(南平文氏) 일족이 모여 살던 곳이다. 1995년 5월 12일 대구광역시의 민속문화재 제3호로 지정되었다.

## 개요
문익점의 18대손 문경호가 터를 닦아 남평 문씨 일족이 모여 살던 곳이다. 원래 절이 있던 명당터를 구획하여 집터와 도로를 반듯하게 정리하고 집을 지었다. 지금은 조선 후기의 전통가옥 9채와 정자 2채가 남아 있으며, 도로에 접한 부분에는 나지막한 담을 쌓았다.
이곳의 대표적인 건물로는 수봉정사와 광거당·인수문고를 들 수 있다. 수봉정사는 세거지의 입구에 있는 정자로 정원을 매우 아름답게 꾸민 곳이다. 주로 손님을 맞고 일족의 모임을 열 때 사용하던 큰 규모의 건물이다. 광거당은 문중의 자제들이 학문과 교양을 쌓던 수양장소이다. 또 인수문고는 문중의 서고로, 규장각 도서를 포함한 책 1만여 권을 소장하고 있다. 처음에는 작은 규모였으나 후에 크게 늘려지었고, 도서열람을 위한 건물도 따로 지어놓았다.
주변경관이 아름답고 도로망도 편리하게 정리되어 있는 옛 마을이다.

## 참고 자료
- 남평 문씨 본리세거지 - 국가유산청 국가유산포털